# Hebert Núñez
Pour les articles homonymes, voir Núñez.
Hebert Núñez, né le 7 juin 1956, est un ancien joueur uruguayen de basket-ball.

## Palmarès
- Finaliste du championnat des Amériques 1984